# Klingonski jezik
Klingonski jezik (ISO 639-3: tlh; tlhIngan Hol u Klingonskom), je umjetni izmišljeni jezik kojeg govore Klingonci u svemiru iz serije i filmova Star Trek.

## Tvorci
Osnovne zvuke (zajedno s nekoliko riječi) je izmislio James Doohan za Zvjezdane staze 1 (Star Trek: The Motion Picture). Tada je ovaj jezik prvi put uporabljen u filmu. Prije toga, Klingonci su uvijek govorili engleski, iako se, s obzirom na postojanje tzv. univerzalnog prevoditelja, može uzeti da je engleski koji čujemo ustvari prevedeni klingonski.
Sam jezik stvorio je jezikoslovac Marc Okrand, koji ga je utemeljio na zvuku i riječima koje je izmislio Doohan. Doohan je također izmislio i prve vulkanske "riječi" koje je bilo moguće čuti u izvornom serijalu.  On je napisao i knjigu The Klingon Dictionary, u kojoj razrađuje gramatiku, sintaksu i vokabular.

## Uporaba izvan Star Treka
Klingonski se povremeno koristi i izvan konteksta Star Treka. Npr. "Pocket Books" je izdao i "prijevod" Hamleta na klingonski nakon izlaska Zvjezdane staze 6: Neotkrivena zemlja (1992) (Star Trek VI: The Undiscovered Country).

## Vanjske poveznice
- The Klingon Language